# Solanin
Solanin (japonès: ソラニン, hepburn: Soranin) és un manga japonès escrit i il·lustrat per Inio Asano. Fou publicat a la revista Weekly Young Sunday de l'editorial Shogakkukan entre els anys 2005 i 2006.
El manga va ser adaptat a una pel·lícula live-action dirigida per Takahiro Miki i protagonitzada per Aoi Miyazaki com a Meiko. Fou estrenada al Japó l'abril de 2010. El mateix any la banda Asian Kung-Fu Generation va llançar el senzill "Solanin", amb lletra escrita per Inio Asano, autor del manga. La cançó fou incorporada a la versió cinematogràfica. La banda també fou responsable del tema final de la pel·lícula.
L'octubre de 2017, onze anys després de la publicació original del manga, Shogakukan va publicar un nou capítol d'epíleg com a part d'una nova edició japonesa.
El manga sortirà aviat en català, editat per Norma Editorial.

## Argument
Fa dos anys que la Meiko i en Taneda es van graduar a la universitat. Sense objectius clars ni un rumb concret a la vida, naveguen despistats per l'entorn social que els envola. La Meiko treballa en una oficina per poder pagar el lloguer del pis, mentre que en Taneda treballa com a il·lustrador en una empresa de premsa, guanyant prou per poder assumir una part de les despeses de la Meiko. Tot i que en Taneda es reuneix sovint amb els seus companys dels seus dies a la universitat per continuar assajant amb el seu grup de música, sent que a la seva vida encara li falta alguna cosa. Els seus companys del grup saben què és: han de sortir del local d'assaig, promocionar-se i deixar que les seves cançons siguin escoltades per un públic més ampli, un somni que arrosseguen des de la seva primera trobada al "Club de Música Pop" de la universitat.
Descontents amb el ritme de les seves vides de graduats "normals", les coses canvien en prendre dues decisions importants: la Meiko decideix abandonar la seva feina i en Taneda decideix dedicar el seu temps a escriure la seva primera cançó per a la banda. Alliberats ara de les seves antigues rutines, no saben cap a on els portarà la seva nova vida. A poc a poc, la Meiko i en Taneda planten cara al seu incert futur, però de sobte es produeix una inesperada tragèdia que canvia per sempre les seves vides i la dels seus amics.

## Contingut de l'obra

### Manga
Solanin està escrit i il·lustrat per Inio Asano. Fou serialitzat al Weekly Young Sunday de l'editorial Shogakukan del 2005 al 2006. Seguidament, Shogakukan el va publicar en dos volums en format tankōbon, entre el 5 de desembre de 2005 i el 2 de maig de 2006. Més tard, Shogakukan va publicar una edició combinada amb il·lustracions en colors i un nou capítol de l'epíleg el 30 d'octubre de 2017.
Al 30 Manga Barcelona, Norma Editorial va anunciar que arribaria una edició en català de Solanin, la qual es va acabar publicant el 4 d'abril de 2025.
| Núm. | Data de publicació en català | ISBN català       |
| --- | ---------------------------- | ----------------- |
| 1 | 4 d'abril de 2025            | 978-84-679-7501-7 |
| Inio Asano torna a parlar català amb una de les seves obres més famoses, Solanin, que arriba a les nostres llibreries en una edició de luxe i en un volum únic. Coneix la Meiko i en Taneda i coneix de primera mà la seva experiència envers el món, on experimenten pors, dubtes i incerteses mentre intenten trobar el seu lloc en una societat que els obliga a madurar i assumir un rol que els farà perdre els seus somnis. |                              |                   |

### Pel·lícula d'imatge real
El manga fou adaptat al cinema en una pel·lícula d'imatge real dirigida per Takahiro Miki i protagonitzada per l'actriu Aoi Miyazaki. Fou estrenada al Japó el 3 d'abril de 2010. El mateix any la banda Asian Kung-Fu Generation va llançar el senzill "Solanin", amb lletra d'Inio Asano. La cançó fou inclosa a la versió cinematogràfica del manga. La banda també va compondre el tema final de la pel·lícula.

## Recepció
Solanin va ser nominada als premis Eisner de 2009 en la categoria de millor edició nord-americana de material internacional. També fou nominat als premis Harvey 2009 a la millor edició americana de material estranger.
Katherine Dacey, de Pop Culture Shock, critica els fons de les vinyetes del manga, dient que semblen «diorames o collages». Greg Hackmann, de Mania.com, elogia l'autor per la seva atenció als detalls, «especialment quan es tracta dels molts entorns urbans estrets del manga».
El divulgador català Oriol Estrada, inclou Solanin a la llista de mangues imprescindibles en el llibre Cultura Manga, tot afirmant que amb Solanin Inio Asano «va començar a despuntar com un dels autors que millor van saber retratar les ansietats de l'anomenada "generació perduda", la qual comprèn aquells que van viure de petits la bombolla econòmica dels vuitanta», convertint-se en la «veu d'una generació».